# Elbe-Lübeck-Kanal
Der Elbe-Lübeck-Kanal (ELK, 1900–1936: Elbe-Trave-Kanal) ist eine 61,55 km lange Bundeswasserstraße der Klasse IV von Lauenburg/Elbe bei Elbe-Km 569,23 nach Lübeck im Bundesland Schleswig-Holstein. Er stellt eine Verbindung für die Binnenschifffahrt zwischen Elbe und Ostsee dar. Zuständig ist das Wasserstraßen- und Schifffahrtsamt Elbe.

## Geschichte

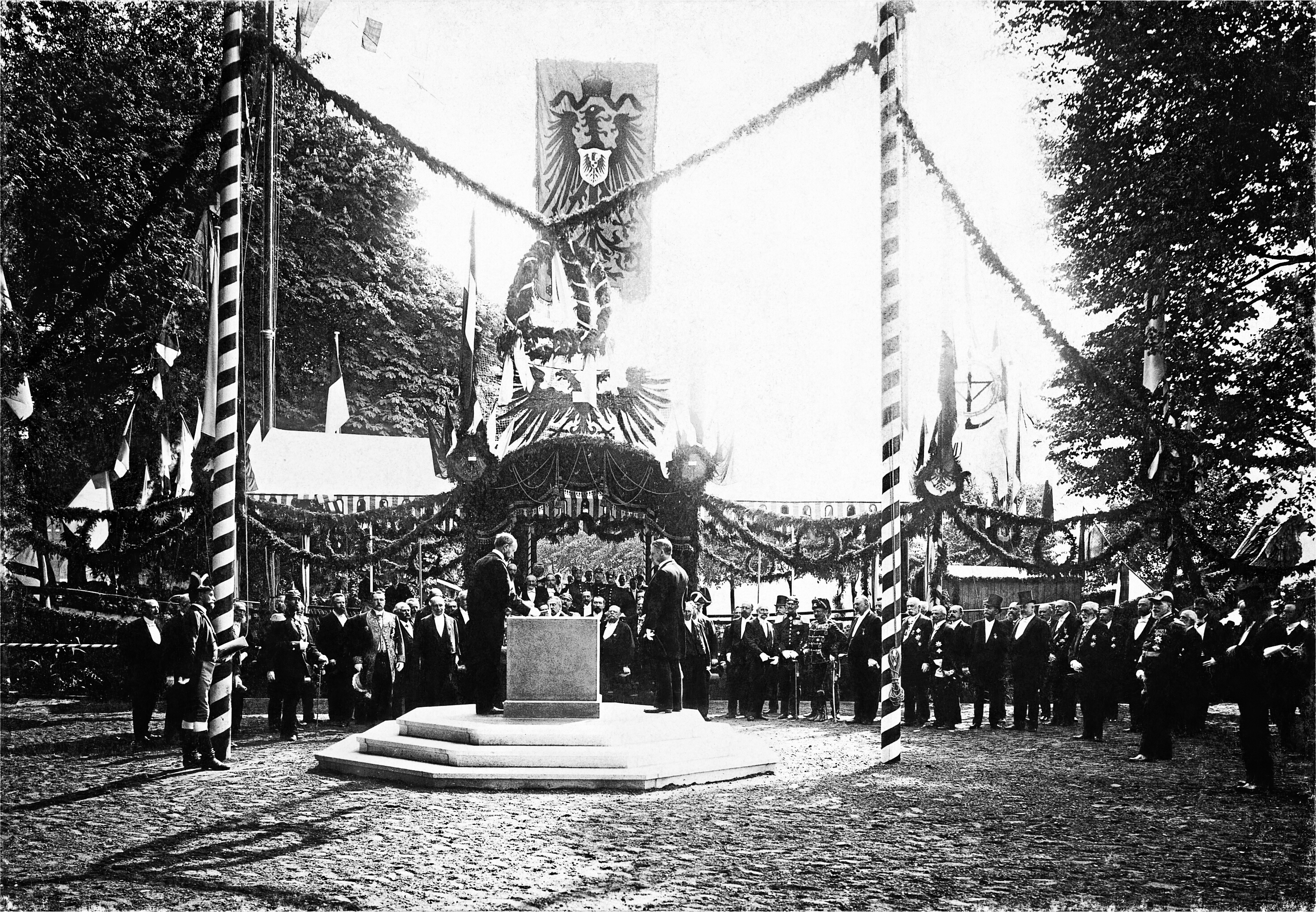
Grundsteinlegung

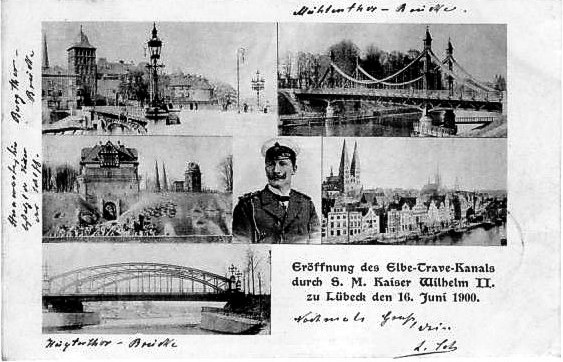
Eröffnungspostkarte

Haupt-Baubüro des Elbe-Trave-Kanals in Lübeck

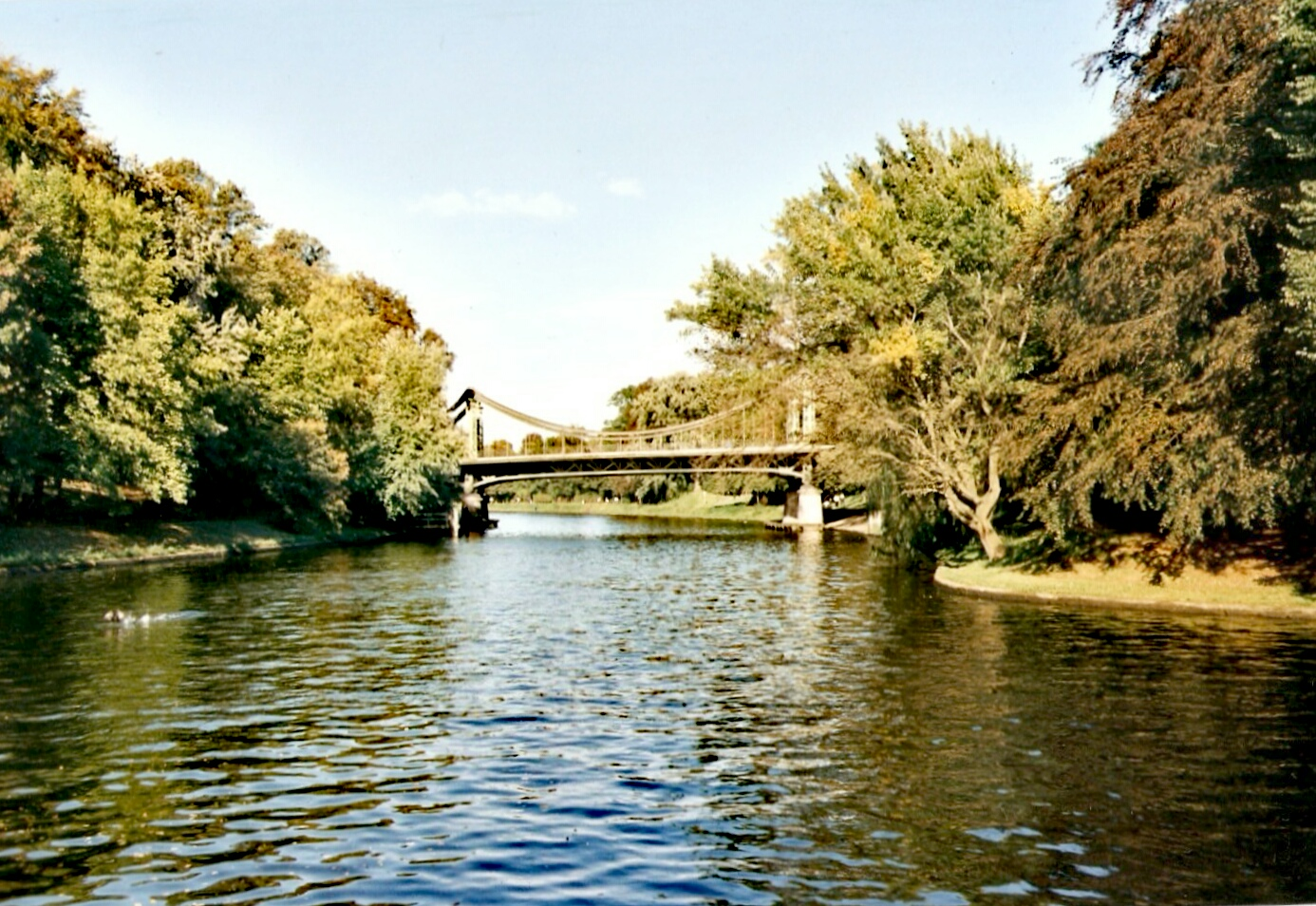
ELK bei der Mühlenbrücke

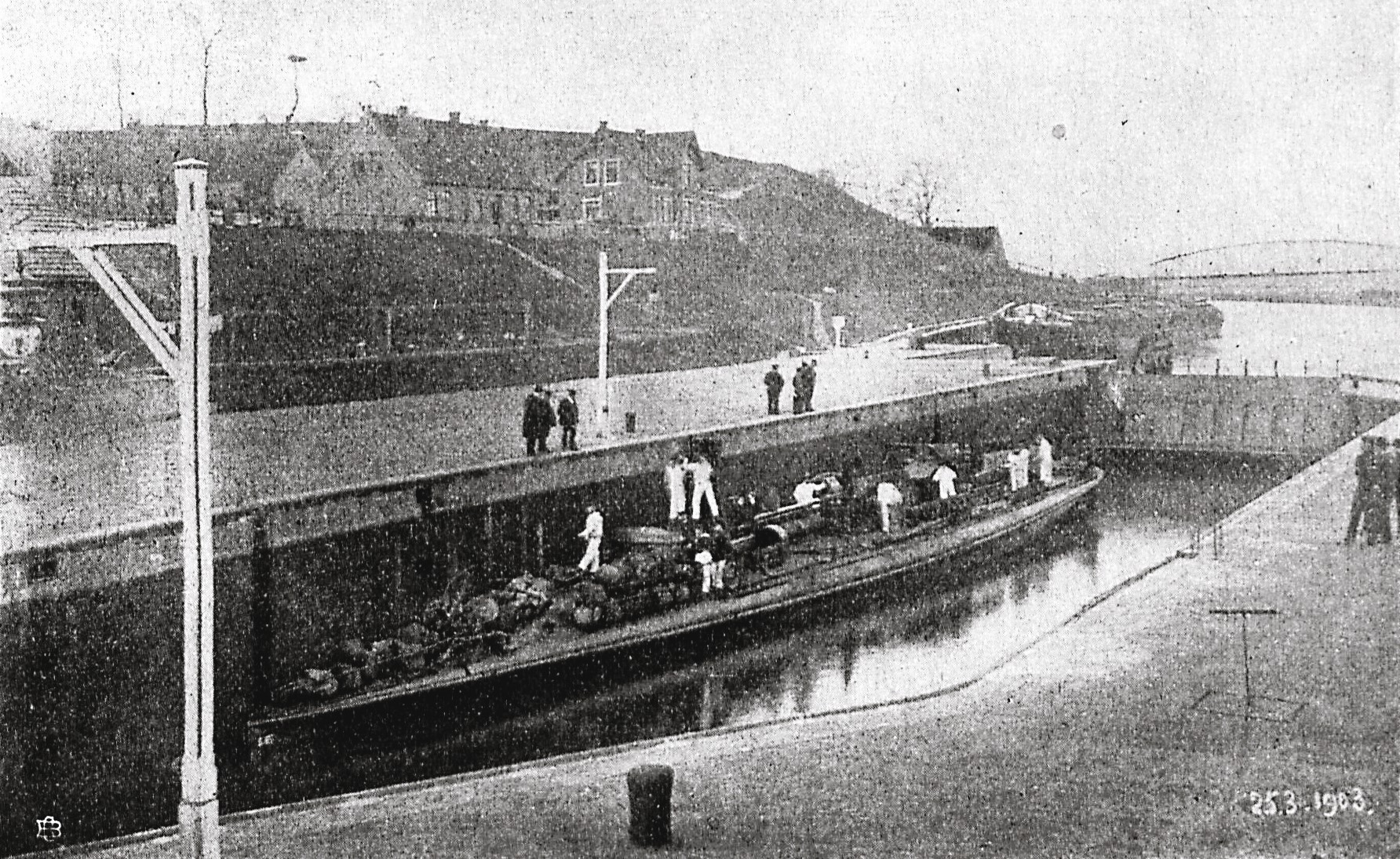
Erstes Kriegsschiff auf dem Elbe-Trave-Kanal

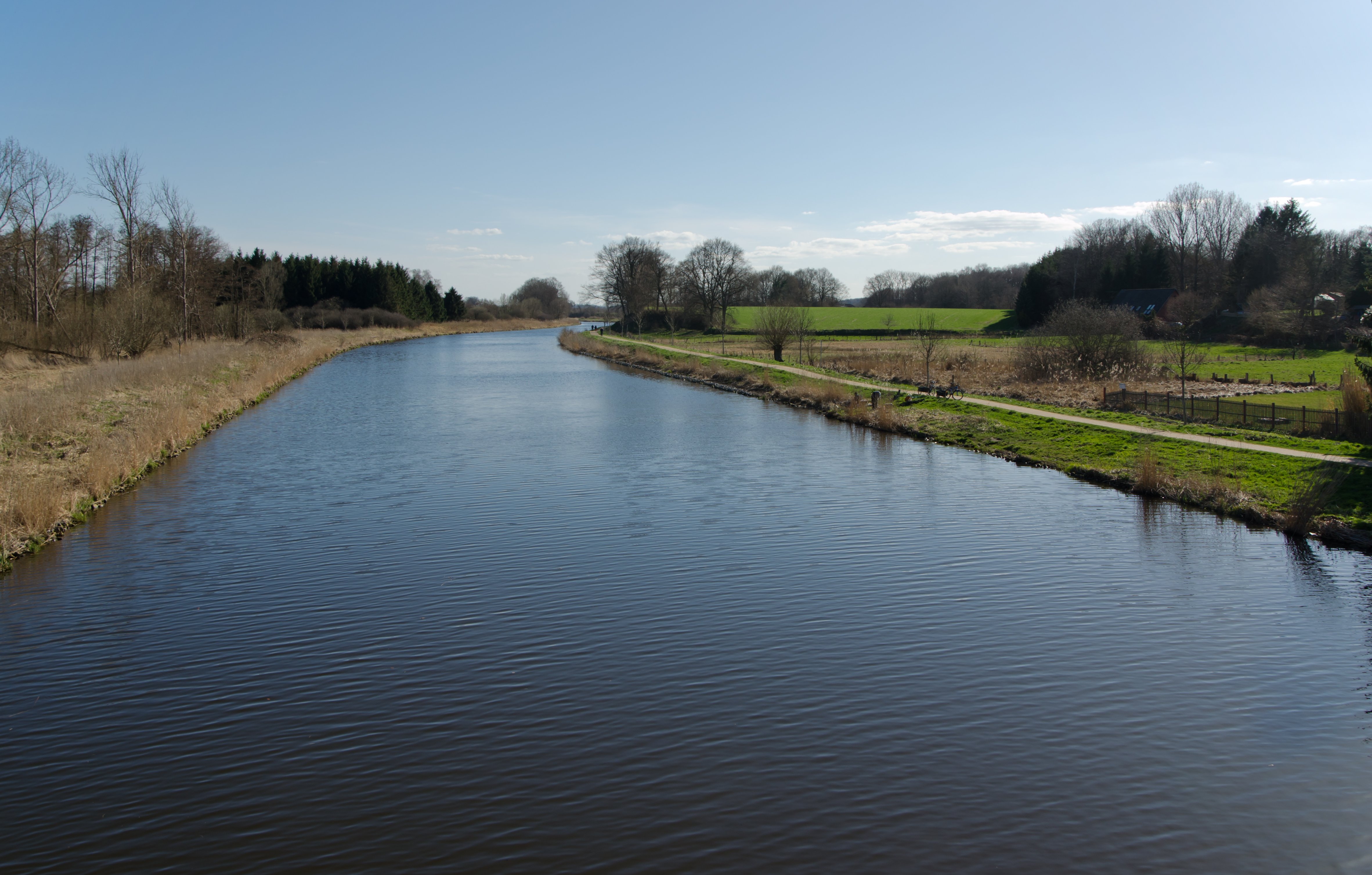
ELK bei Berkenthin

Vorläufer des Elbe-Lübeck-Kanals ist der historische Stecknitzkanal, der 1391 bis 1398 von den Lübeckern im Verlauf von Stecknitz und Delvenau gebaut wurde; die Altstrecken beider Flüsse sind links und rechts des heutigen Elbe-Lübeck-Kanals noch an einigen Stellen zu erkennen. Dieser Kanal war der erste echte Wasserscheidekanal Europas; auf einer Länge von 97 Kilometern hatte er 17 Schleusen (zunächst Stauschleusen, später als Kammerschleusen), von denen die Palmschleuse in Lauenburg und die Dückerschleuse (Stauschleuse) bei Witzeeze noch erhalten sind. Fast 500 Jahre blieb diese Wasserstraße in Betrieb bis zum Baubeginn des ELK.
Mit der Öffnung des Kaiser-Wilhelm-Kanals betrat mit Hamburg ein großer Konkurrent die Ostsee. Im Auftrag der Kaufmannschaft zu Lübeck bereiste Emil Possehl die Binnenschifffahrtskongresse in Frankfurt (1888), Paris (1892) und Den Haag (1894) und gehörte dem Lübecker Zweigverein des Centralvereins für Hebung der deutschen Fluss- und Canalschiffahrt an, ferner der in der Kanalfrage zwischen Preußen und Lübeck zu vermitteln suchenden, 1893 gegründeten Geheimkommission der Bürgerschaft. Zudem war er bürgerlicher Deputierter in der Kanalbaubehörde. Bei der Grundsteinlegung des nach den Plänen des Lübecker Baudirektors Peter Rehder zu bauenden Elbe-Trave-Kanals, womit sich die Hansestadt gegenüber Hamburg behaupten sollte, am 31. Mai 1895 beschlug er mit dem silbernen Hammer nach Alfred Stooß und vor Friedrich Eduard Schacht den Granitstein. Bürgermeister Heinrich Klug nahm den Kanal am 16. Juni 1900 in Anwesenheit des Kaisers, der Possehl für dessen Verdienste um das Zustandekommen der neuen Verkehrsverbindung mit der Verleihung des Roten Adlerordens 3. Klasse ehrte, in Lübeck in Betrieb. Was die Vereinigten Staaten für Hamburg war das Russische Reich für Lübeck. Die Stecknitz und die Delvenau sind weitgehend im Elbe-Lübeck-Kanal aufgegangen. Die bis 1936 Elbe-Trave-Kanal genannte Binnenschifffahrtsstraße kürzte die Entfernung auf 62 Kilometer ab, die Zahl der Schleusen sank auf sieben, die Fahrtzeit auf rund acht Stunden. Eine für die damalige Zeit sehr fortschrittliche und bis zur Gegenwart bewährte Technik mit von Bauinspektor Ludwig Hotopp entworfenen rein hydrodynamisch (nur durch Wasserkraft) betriebenen Schleusen und großzügig dimensionierten Brücken ließ den Kanal lange Zeit vorbildlich erscheinen.
Die Baudeputation der Hansestadt Lübeck entsandte 1885 ihren Stadtgärtner, Metaphius Theodor August Langenbuch, zur Internationalen Gartenbauausstellung nach Berlin, um seine Kenntnisse zu erweitern und Anregungen zu sammeln. Der Friedrichshain gab ihm die Anregung, wie man die Partie am alten Stadtgraben in der Nähe der Sternwarte durch das teilweise Zuschütten des Grabens verschönern könnte. Fast zwanzig Jahre später führte er diesen Gedanken, wenn auch in anderer Art, beim Bau des Elbe-Trave-Kanals aus. Die Neuschaffung der gärtnerischen Anlagen beim Kanalbau in den Jahren 1897 bis 1900 – ein Schilfgürtel mit seinem Wurzelwerk befestigte die Ufer auf natürliche Weise – zählte neben der Neuschaffung des Lübecker Stadtparks zu seinen größten Werken.
Im Laufe der Zeit wurde die Wasserstraße von immer mehr Motorschiffen befahren, deren Antriebsleistung und Geschwindigkeit das Kanalbett stärker beanspruchten. Zurückströmendes Wasser riss ganze Reetballen los und schwemmte sie weg. Mit dem Verlust dieser wertvollen Ufervegetation entstanden Ausspülungen (Kolke) und Uferabbrüche. Der Boden setzte sich auf der Sohle ab und verringerte dadurch die Fahrwassertiefe. Es entstanden Aufhöhungen bis zu 30 cm und damit die Gefahr von Grundberührungen der Schiffe. In der Folge mussten immer öfter Sohlenbaggerungen vorgenommen werden. Für die Sicherung der Ufer entwickelte das damalige Wasser- und Schifffahrtsamt Lauenburg eine bautechnisch und ökologisch sinnvolle Ufersicherung. Sie besteht aus einer Pfahlreihe von Kiefernpfählen, die so tief gerammt wurden, dass die Pfahlköpfe 20 cm unterhalb der Wasseroberfläche enden. Auf diese Weise wurde erreicht, dass die Vegetation in der Wasserwechselzone durch die Pfahlreihe kaum gestört wird. Die Tierwelt, etwa Fische und Frösche, kann ohne Hindernisse in den Ufergürtel gelangen. Das abgebrochene Ufer hinter der Pfahlwand wurde wieder mit Boden aufgefüllt. Um ein Ausfließen des Bodens durch die Pfahlreihe zu verhindern, wurde auf der Rückseite der Pfähle eine Filtermatte angebracht.
Als einziger deutscher Kanal dieser Epoche neben dem Kaiser-Wilhelm-Kanal wurde der Elbe-Lübeck-Kanal von Beginn an für 1000-Tonnen-Schiffe ausgelegt. Die sieben Schleusen zwischen der Elbe und der Ostsee über die gegenüber der Trave etwa zwölf Meter höher gelegene Scheitelstrecke bei Mölln sichern einen gleichbleibenden Kanalwasserstand. Sie sind für jeweils zwei Schiffe von 8 Metern Breite und bis zu 80 Metern Länge (bzw. damals für 65 Meter lange Kähne im Schleppverband) ausgelegt, lediglich die 2006 mit 40 Mio. Euro erneuerte Schleuse Lauenburg wurde für 115 m lange Schiffe ausgebaut.
Bau und Unterhaltung des Kanals lagen von 1895 bis 1921 bei Lübeck. 1921 wurde der Kanal von der Geniner Brücke in Lübeck bis zur Elbe Reichswasserstraße. Die unterhalb der Geniner Brücke beim Kanalbau ausgebaute Trave (Kanaltrave) wurde erst 1934 Reichswasserstraße.
Der Verkehr von und nach Lübeck stieg in den ersten Betriebsjahren des Kanals schnell an. 1902 lag er bei 207.001 Tonnen, 1905 bei 360.204 Tonnen, 1909 bereits bei 505.115 Tonnen. Anfangs wurde der Elbe-Trave-Kanal hauptsächlich für den Transport von Massengütern genutzt, in Richtung Lübeck waren dies vor allem Düngemittel, Steine und Erden, Ziegelsteine, Röhren, Sand, Kies, Kreide, Ölsaaten, Zucker, Melasse, Sirup, Salz, Borke, Gerbstoffe, geschnittenes Holz, Steine und Steinwaren, Petroleum und andere Öle, Früchte und Chemikalien. In Gegenrichtung wurden in erster Linie Holz (geschnittenes und Stammholz), Roh- und Brucheisen, Steine und Steinwaren, Hülsenfrüchte, Zellulose, Koks, Koksgrus, Öle und Fette sowie Melasse und Hafer transportiert. Die beim Kanalbau in der Gegend von Güster im Herzogtum Lauenburg gefundenen Kiesvorkommen trugen schon bald erheblich zum Kanalverkehr bei.
Am 25. März 1903 durchfuhr, wie die Lübecker Zeitungen jener Zeit entsprechend begeistert vermeldeten, mit dem Torpedoboot S 65 das erste Kriegsschiff den Kanal. Mit der Durchfahrt des Bootes wurde die Eignung erwiesen, dass der Kanal im Ernstfall, trotz seiner sieben Schleusen und zahlreichen Brücken, der Kaiserlichen Marine gute Dienste leisten würde.
Nach dem Zweiten Weltkrieg führten die Reedereien Wischke & Reimer, W. Skorloff und G. Zander im Gemeinschaftsdienst auf dem Elbe-Lübeck-Kanal Passagierfahrten durch, insbesondere zwischen Lübeck und Mölln. Laut Winterfahrplan, gültig ab 5. Oktober 1947, wurden folgende Anleger angefahren; Streckenabschnitte in Klammern wurden seltener befahren:
Lübeck, Hüxtertor – Genin – Büssau – (Kronsforde – Krummesse – Berkenthin) – Behlendorf – Kühsen – Donnerschleuse – Hammer – Mölln, Hafen (– Grambek – Güster – Siebeneichen – Büchen – Witzeeze – Dalldorf – Basedow – Lauenburg)
Die allermeisten Fahrten wurden damals werktags angeboten, sonntags gab es nur jeweils ein Fahrtenpaar zwischen Lübeck und Mölln sowie zwischen Lübeck und Kronsforde. Werktags gab es jeweils ein Fahrtenpaar zwischen Lübeck und Lauenburg (Fahrzeit 8½ Std.), zwei Fahrtenpaare zwischen Lübeck und Mölln (Fahrzeit 4½ Std.), vier Fahrtenpaare zwischen Lübeck und Büssau (Fahrzeit 1 Std.) und zusätzlich drei Fahrtenpaare zwischen Behlendorf und Mölln (Fahrzeit 1 Std. 15 Min.).

## Heutige Bedeutung
Die heutige Bedeutung des Kanals ist eher gering, da die für die heutige Zeit kleinen Schleusen- und Brückenabmessungen keinen wirtschaftlichen Containertransport erlauben und nur kleinere Binnenschiffe bis zu einer Abladung von 1000 t den Kanal passieren können. Daneben wird der Kanal auch von der Sportschifffahrt im Verkehr zwischen Ostsee und Elbe genutzt (ca. 5000–6000 Boote pro Jahr). Jährlich passieren etwa 2500 Güterschiffe mit 1 Mio. Ladungstonnen und 5000 Sportboote den Kanal.
In dem vom Bundesminister für Verkehr und digitale Infrastruktur, Alexander Dobrindt, am 3. August 2016 vorgestellten Bundesverkehrswegeplan 2030 war das größte Einzelprojekt in Schleswig-Holstein der vom Bund mit Investitionen in Höhe von 800 Mio. Euro in dessen Infrastruktur geförderte Elbe-Lübeck-Kanal. Da der Bundesverkehrswegeplan 2030 ein Nutzen-Kosten-Verhältnis von 0,5 ermittelt hat, ist der weitere Ausbau strittig. 2020 wurde der Ausbau gestoppt.
Heute ist der Kanal vor allem „touristisches Schmuckstück“, der Güterverkehr ist zurückgegangen.

## Kanalstufen
|                      |          |               | Schleusenkammer | Schleusenkammer   |          |                        |
| Kanalstufe           | Kanal-km | Wasserspiegel | Länge           | Breite            | Fallhöhe | Länge der Kanalhaltung |
| -------------------- | -------- | ------------- | --------------- | ----------------- | -------- | ---------------------- |
| Trave                | 00,00    | NHN 0±0,00 m  |                 |                   |          |                        |
| Büssau (mit Wehr)    | 03,43    | NHN 0+1,50 m  | 080,5 m         | 17,0 m*           | 1,50 m   | 05,12 km               |
| Krummesse            | 08,55    | NHN 0+4,25 m  | 080,5 m         | 17,0 m*           | 2,75 m   | 04,78 km               |
| Berkenthin           | 13,33    | NHN 0+6,00 m  | 080,5 m         | 17,0 m*           | 1,75 m   | 03,19 km               |
| Behlendorf           | 16,52    | NHN 0+7,65 m  | 080,5 m         | 17,0 m*           | 1,65 m   | 04,15 km               |
| Donnerschleuse       | 20,67    | NHN +11,83 m  | 080,5 m         | 17,0 m*           | 4,18 m   | 29,78 km               |
| Witzeeze             | 50,45    | NHN +11,83 m  | 080,5 m         | 17,0 m*           | 2,98 m   | Scheitelhaltung        |
| Lauenburg (mit Wehr) | 59,91    | NHN 0+8,85 m  | 115,0 m         | 12,5 m            | 4,85 m   | 09,50 km               |
| Elbe                 | 61,55    | NHN 0+4,00 m  |                 | *Torbreite 12,0 m |          |                        |

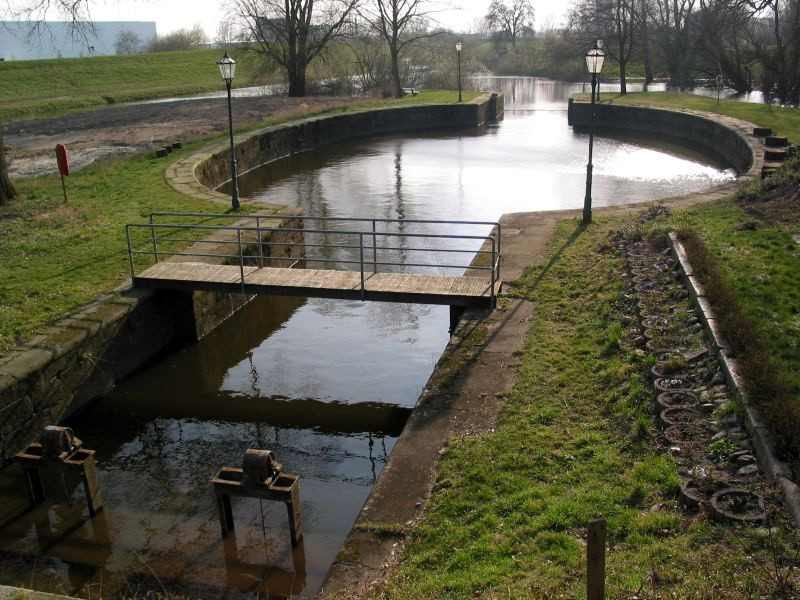
Historische Palmschleuse der alten Stecknitzfahrt in Lauenburg

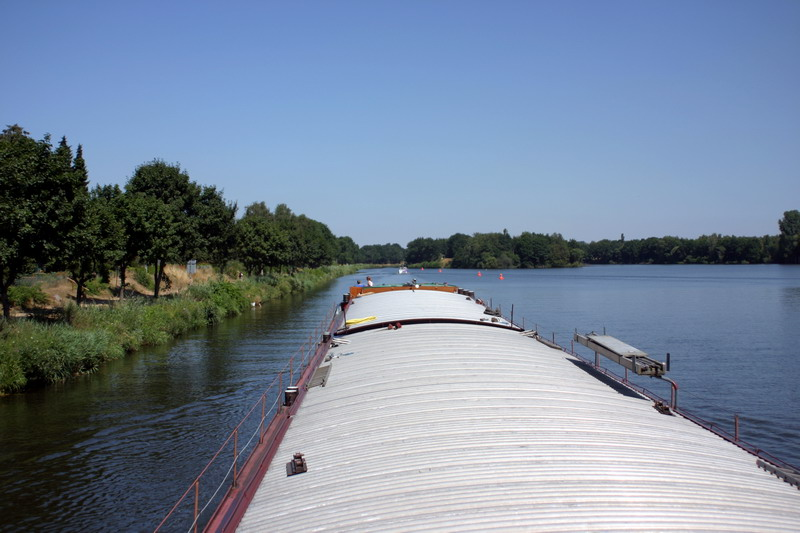
Einfahrt in den Lanzer See

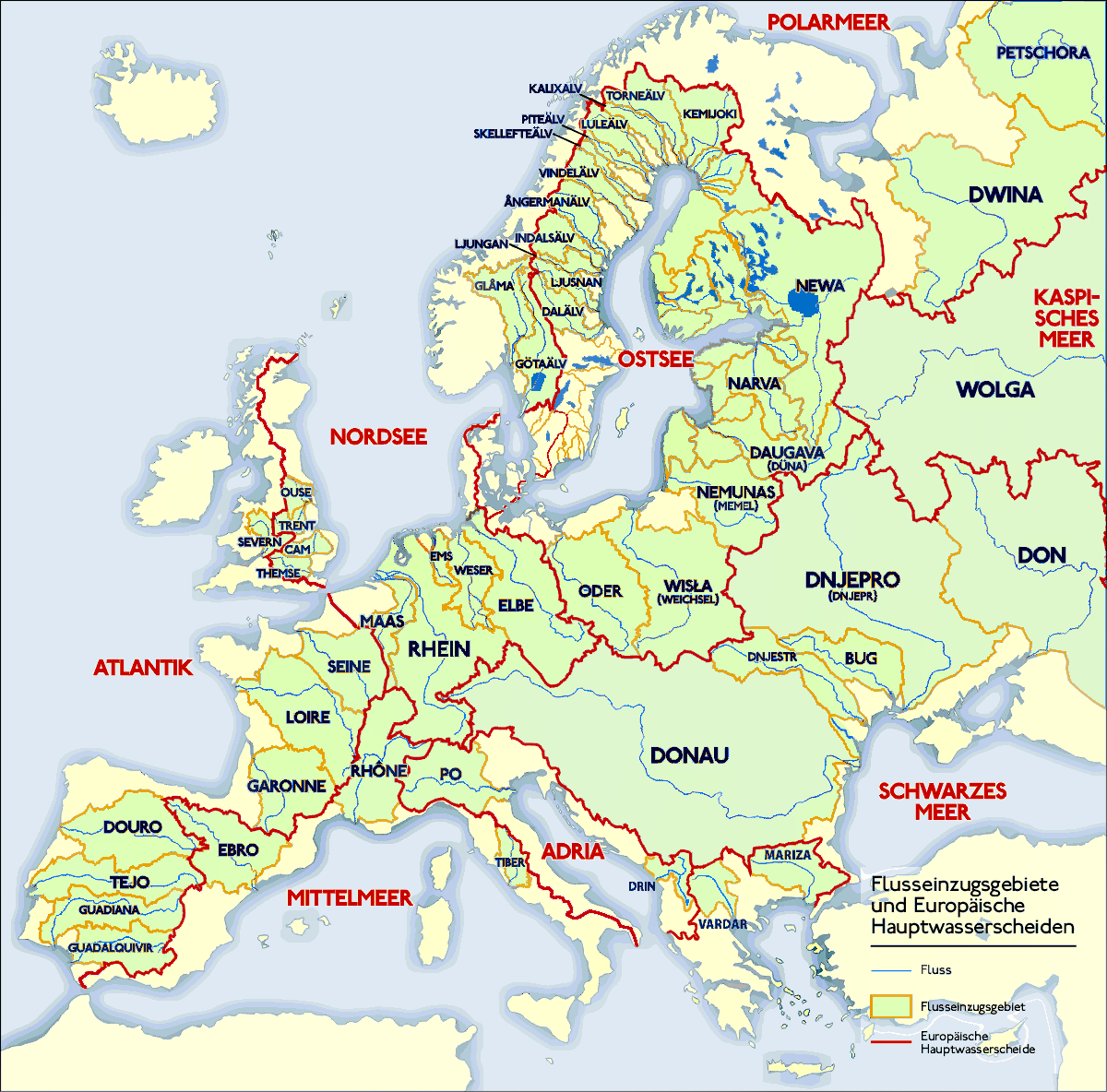
Karte der Europäischen Wasserscheiden

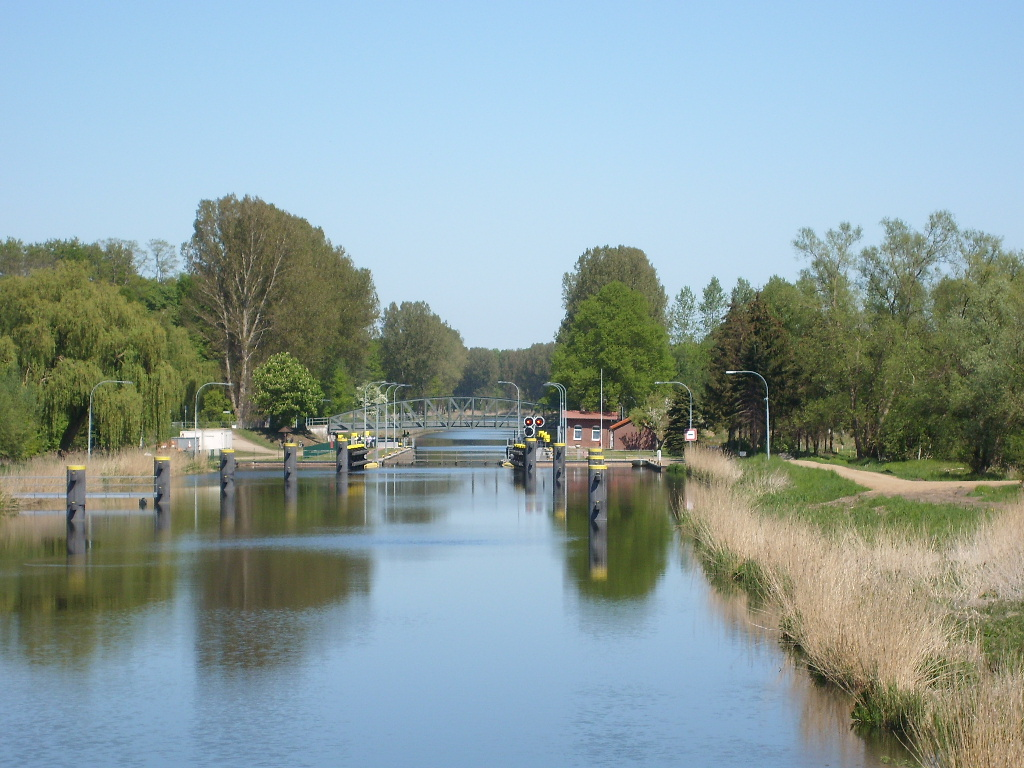
Schleuse Berkenthin

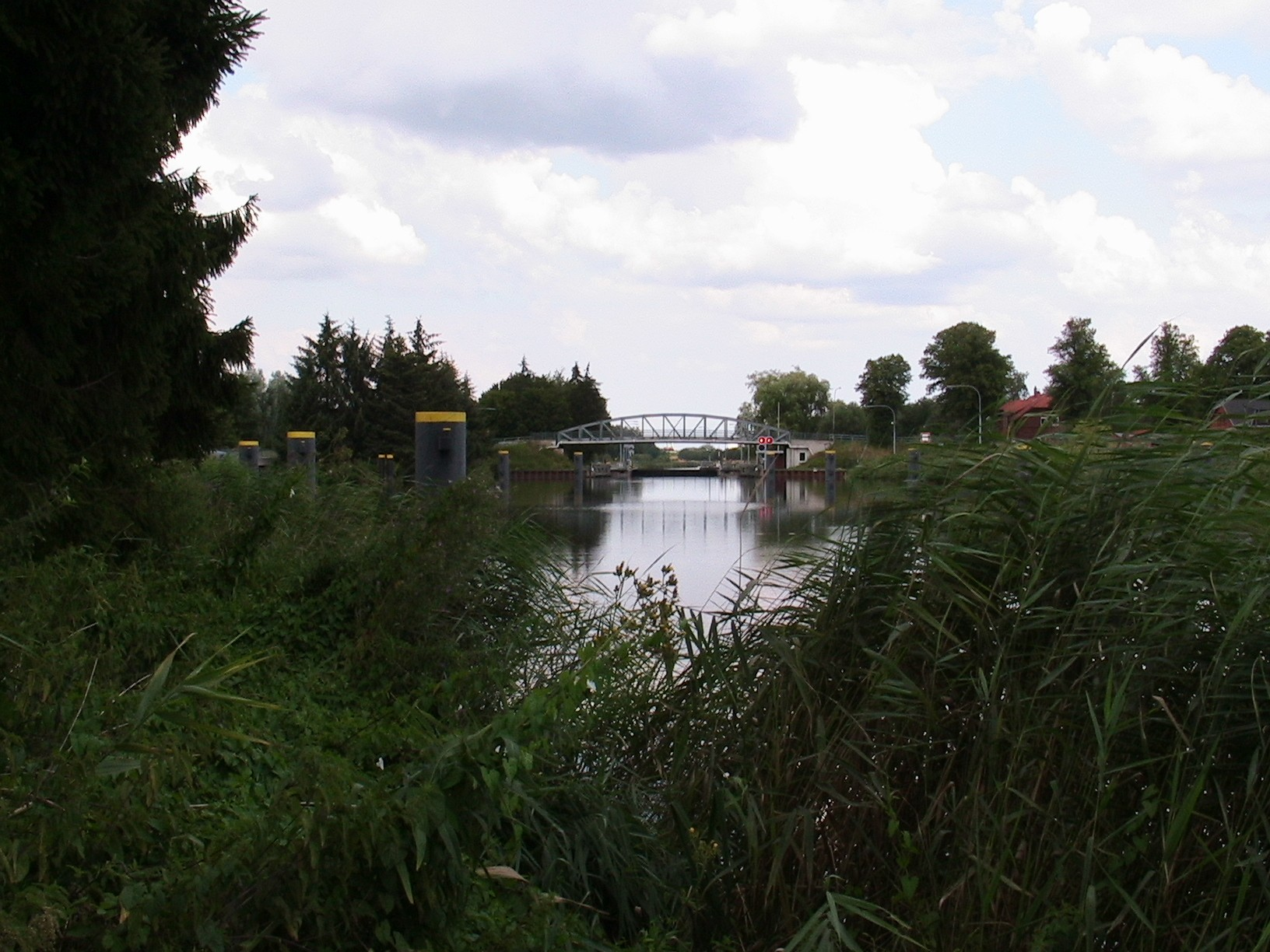
Schleuse Büssau

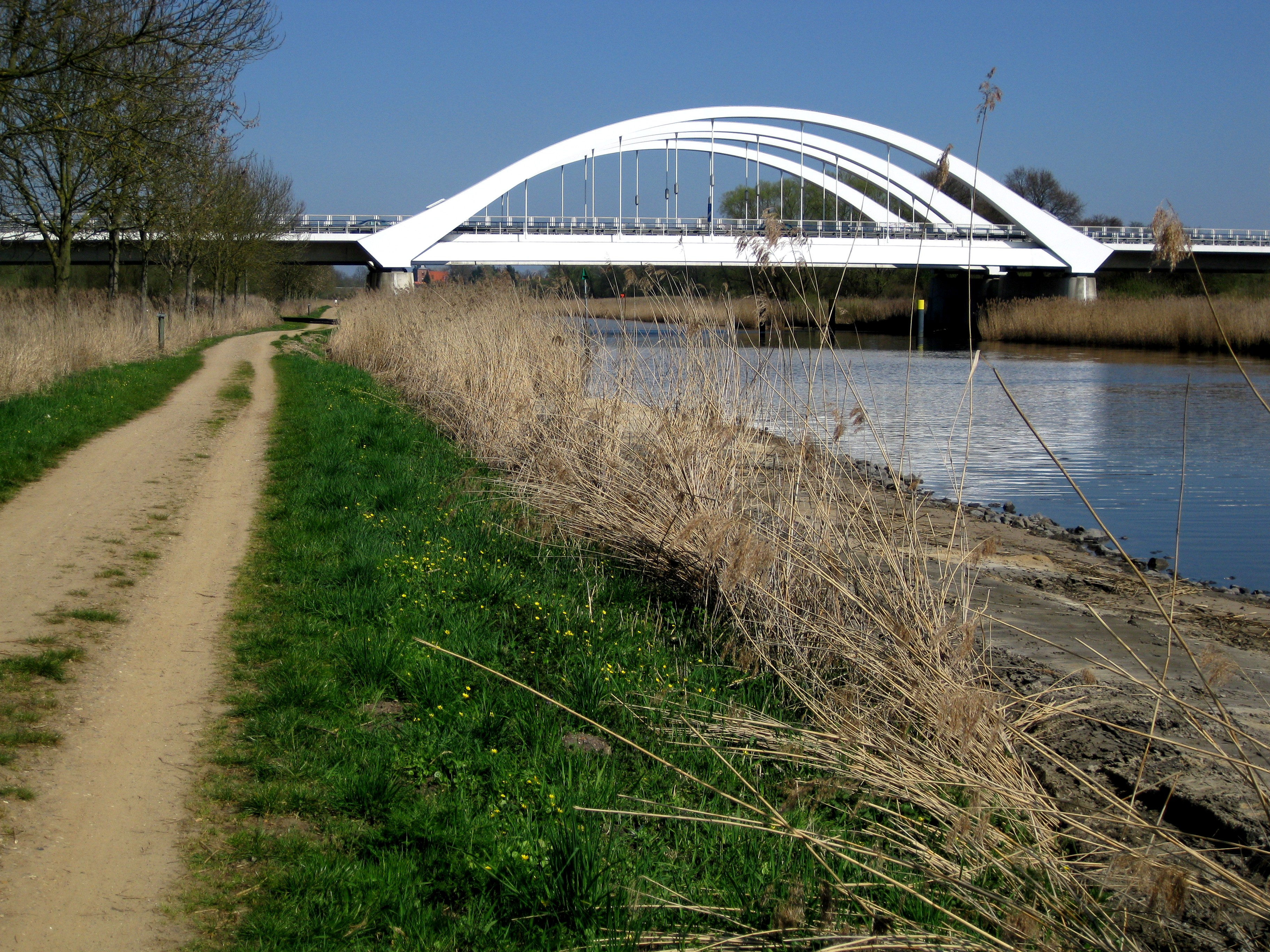
Brücke der Bundesautobahn 20 südlich von Lübeck

Die Kombination aus Schleusenbetriebszeiten und zulässiger Höchstgeschwindigkeit (4 km/h im Lauenburger Hafen und von der Schleuse bis zur Elbe, sonst je nach Abladetiefe und Fahrzeugbreite zwischen 6 und 10 km/h) erlaubt es, die Strecke von der Elbe bis nach Lübeck in einem Tag zurückzulegen.
Durch die am südlichen Ende des ELK gelegene Schleuse Lauenburg wurden im Jahr 2019 1086 Güterschiffe mit zusammen 505.325 t Ladung geschleust.

Die Bedeutung des ELKs für die Berufsschifffahrt nimmt seit Jahren ab: 1968 beförderten hier 17.602 Schiffe 2,524 Mio. t Güter, 1998 waren es 3160 Schiffe mit 1,103 Mio. t, 2018 waren es nur noch 1220 Schiffe mit 585.715 t Ladung.

2016 fuhr zum ersten Mal ein kleines Flusskreuzfahrtschiff, die Princess der niederländischen Dutch Cruise Line, von Lauenburg aus durch den Kanal, wobei für Brückendurchfahrten das Oberdeck geräumt werden musste. Die Schleuse Lauenburg wurde 2018 auch von 3523 Sportbooten genutzt.
Die Brückendurchfahrtshöhe beträgt bei normalem Kanalwasserstand 4,4 m und soll in den nächsten Jahren auf 5,25 m erhöht werden. Die Abladetiefe beträgt max. 2,1 m.
Limitierender Faktor für die Schifffahrt sind die sechs Schleusen ab 11 km vor dem Kanalende bei Lauenburg. Die Schleusenkammern können nur Schiffe bis 80 Meter Länge aufnehmen.
Zusätzlich ist in den letzten Jahren der Freizeitnutzen für Naherholung und Tourismus gewachsen. Die Uferwege des Kanals eignen sich für (Rad-)Wanderungen zwischen Lübeck (Geniner Brücke) und Lauenburg (auch im Wechsel mit der parallel durch den Naturpark Lauenburgische Seen verlaufenden historischen Alten Salzstraße) und erschließen so die Radwanderwege an der Elbe und in der Lüneburger Heide.

## Städte und Gemeinden am Elbe-Lübeck-Kanal
- Lübeck, 71 m nordöstlich der Achse der Geniner Straßenbrücke beginnt der ELK mit km 0,00, kurz dahinter kreuzt die Bahnstrecke Lübeck–Hamburg, ein Stück weiter die Bundesautobahn 20 den Kanal
- Lübeck, Ortsteil Büssau mit Schleuse bei km 3,43
- Krummesse mit Schleuse bei km 8,55
- Berkenthin mit Schleuse bei km 13,33 (hier kreuzt auch die Bundesstraße 208)
- Behlendorf mit Schleuse bei km 16,52
- Neu Lankau mit der Donnerschleuse bei km 20,67
- Mölln (hier überquert die Bundesstraße 207 den Kanal, der durch den Möllner Ziegelsee verläuft)
- Güster, hier kreuzt die Bundesautobahn 24. Der Kanal wird hier von einer Reihe von Baggerseen gesäumt, die teilweise auch vom Kanal aus zugänglich sind. Der hier abgebaute Kies wurde über den ELK abtransportiert. Heute dienen die Seen überwiegend der Naherholung.
- Siebeneichen mit Fährverbindung nach Fitzen
- Büchen
- Witzeeze mit Schleuse bei km 50,45
- Dalldorf mit Brücke nach Zweedorf (Schwanheide)
- Basedow (Lauenburg) am Lanzer See bei km 55 (der Kanal führt am Lanzer See entlang)
- Lauenburg/Elbe mit Schleuse bei km 59,91 (hier kreuzt die Bundesstraße 5 den Kanal), Einmündung in die Elbe mit km 61,55

## Geodaten
- Beginn der Kilometrierung: 53° 50′ 37″ N, 10° 38′ 5″ O
- Einmündung in die Elbe bei Lauenburg: 53° 22′ 10″ N, 10° 33′ 27″ O